# Concertino (Schostakowitsch)
Das Concertino op. 94 für zwei Klaviere (1953) zu vier Händen ist ein einsätziges Stück des russischen Komponisten Dmitri Schostakowitsch (1906–1975). In dem Concertino (ital.: kleines Konzert)  tritt das 1. Klavier solistisch hervor, während das zweite die Rolle eines begleitenden Orchesters übernimmt. Das Concertino steht in a-Moll, es besteht aus einer kurzen Adagio-Einleitung und einem sich direkt daran anschließenden Allegretto-Teil mit Adagio-Einschübseln. Die eingängige Melodik weist auf den neoromantischen Spätstil des Komponisten hin. Das Werk wurde vielfach eingespielt, auch von Schostakowitsch zusammen mit seinem Sohn Maxim. Die Uraufführung des Werkes erfolgte am 20. Januar 1954 im Moskauer Konservatorium mit Maxim Schostakowitsch und Alla Maloletkowa.